# Mashav
Mashav (en hebreu: מש"ב) és una agència israeliana de cooperació internacional per al desenvolupament, i forma part del Ministeri d'Afers Exteriors d'Israel. Mashav és l'organització responsable del disseny, la coordinació i la implementació dels programes de desenvolupament i cooperació internacional israelians arreu del món, especialment en els països en vies de desenvolupament.
La seva principal contribució és contribuir al desenvolupament dels països, això es pot fer en els camps a on Israel té una experiència que va ser adquirida durant el seu propi desenvolupament com a país, ja que com a jove nació en el passat es va enfrontar a desafiaments similars.
Els seus programes de desenvolupament es realitzen a través de tallers de capacitació, en el camp de l'agricultura, l'educació i la medicina, i es financen conjuntament amb els programes d'altres organitzacions internacionals com l'Organització d'Estats Americans (OEA), el Banc Interamericà de Desenvolupament, el pla de desenvolupament de l'ONU, la UNESCO i l'Organització de les Nacions Unides per a l'Alimentació i l'Agricultura (FAO).
Mashav va ser creat després de la Conferència de Bandung de 1955,en la qual l'Estat d'Israel no va participar.Mashav es va establir per iniciativa de Golda Meïr en 1958, després de la seva visita al continent africà.